# 徐嘉雯
徐嘉雯（1991年4月17日—），新西兰女演员。生于新西兰奥克兰，中英混血儿，毕业于惠灵顿维多利亚大学。

## 生平
1991年4月17日，徐嘉雯出生在新西兰奥克兰。父亲是满族镶黄旗后代，母亲是新西兰翻译家，她还有一个姐姐和一个弟弟。17岁时，徐嘉雯就已经经济独立不再依赖家庭。徐嘉雯毕业于惠灵顿维多利亚大学，取得了理科（生物学）和文科（亚洲研究）双学士学位。
2014年，徐嘉雯来到中国北京市的阳光凯迪新能源集团有限公司工作。
2015年，徐嘉雯参演窦骁、约瑟夫·费因斯主演的战争片《终极胜利》，这是她参演的第一部电影。同年，她参演管虎执导的战争片《八佰》。

## 作品

### 电影
| 上映年份 | 片名         | 角色            | 备注     |
| 2016     | 终极胜利     | 凯瑟琳·斯坦蒂斯 |          |
| 2018     | 原脑：坏死区 | 布丁            |          |
| 2020     | 八佰         | 伊娃            |          |
| 2021     | 狼人杀·启源  | 露娜            | 網絡電影 |
| 2021     | 狼人杀       | 露娜            | 網絡電影 |

### 电视剧
| 上映年份 | 片名             | 角色   |
| 2018     | 爱情的边疆       | 文文   |
| 2021     | 星辰大海         | 朱麗葉 |
| 2022     | 舌尖上的心跳     | 伊丽丝 |
| 2022     | 關於唐醫生的一切 | 王雪纯 |
| 待播     | 风与潮           |        |